# Кумары
Кума́ры — четверо мудрецов-младенцев в индуизме: Санат-кумара (старший), Санака, Санатана и Санандана. В Пуранах они описываются как великие, мудрые и могущественные риши, сыновья Брахмы, мистическим образом родившиеся из его ума. Будучи ещё детьми, они, против воли своего отца, дали клятву пожизненного целибата (брахмачарья). Кумары играют большую роль в вайшнавизме.

## Пураническая история четырёх Кумаров
Четыре Кумара являются старшими братьями Шивы. Они описываются как великие вайшнавы — преданные Вишну. В «Бхагавата-пуране» четыре Кумара упоминаются в списке 12 махаджанов, или великих преданных Вишну. Несмотря на то, что они являются вечно освобождёнными душами, они были привлечены преданным служением Вишну. Согласно «Бхагавата-пуране», в начале своей жизни Кумары были имперсоналистами, однако впоследствии, по милости своего отца и духовного учителя Брахмы, они постигли вечную духовную форму Вишну и встали на путь бхакти.
Четыре Кумара родились от Брахмы в самом начале творения, когда его основной задачей было заселять эту вселенную живыми существами. Брахма приказал четырём Кумарам стать Праджапати, то есть производить потомство и так заселить вселенную. Но четыре Кумара обладали очень глубоким желанием целиком посвятить своё существование служению Вишну, и не хотели, чтобы что-то отвлекало их от этого. Они решили оставаться брахмачари. За то, что они не хотели помогать ему, Брахма очень сильно разгневался на них. Из гнева Брахмы появился Шива, вышедший из его межбровья. Но затем, когда Брахма увидел, насколько чисто было сердце четырёх Кумаров, его гнев улетучился. Зная, что притяжение мужчины и женщины становится очень сильным, когда человек достигает определённого возраста, четыре Кумара решили не взрослеть, а остаться пяти-шестилетними детьми до периода разрушения вселенной. Описывается, что они путешествуют по всей вселенной в виде маленьких, голых детей, несмотря на то, что возраст их достигает нескольких миллиардов лет.
В «Бхагавата-пуране» описывается, как Джая и Виджая, двое слуг Верховного Господа Вишну на Вайкунтхе, оскорбили четырёх Кумаров, не пропустив их на Вайкунтху для встречи с Вишну. В наказание за это оскорбление Джая и Виджая были вынуждены родиться три раза на земле как демоны и сразиться с Вишну в одном из его воплощений. В Сатья-югу они родились демонами по имени Хираньякашипу и Хираньякша; в Трета-югу, — Раваной и Кумбхакарной, а в конце Двапара-юги — Шишупалой и Дантавакрой.

## Кумара-сампрадая
Одна из четырёх авторитетных философских школ (сампрадай) в вайшнавизме, нимбарка-сампрадая, основоположником которой был вайшнавский святой и философ Нимбарка, также известна под именем «кумара-сампрадая». Нимбарка получил от четырёх Кумаров наставления о том, как поклоняться божественной чете Радха-Кришне и особую мантру, Радха-Кришна мантру. Четыре Кумара сыграли ключевую роль в возникновении нимбарка-сампрадаи. В «Бхагавата-пуране» описывается аватара Хамса, — Кришна, или Вишну, явившийся в образе лебедя с целью дать наставления четырём Кумарам и их отцу Брахме. Он также открыл четырём братьям особую Гопала-мантру, специально предназначенную для поклонения Кришне как пастушку Гопале. Гопала-мантра по нынешний день передаётся по цепи ученической преемственности парампаре в нимбарка-сампрадае. Брахма дал детальное объяснение значения Гопала-мантры, которое содержится в «Гопалатапани-упанишаде», входящей в состав «Яджурведы». Это положило начало нимбарка-сампрадае, последователи которой считают, что основной целью аватары Кришны как лебедя Хамсы было основание их философской школы и передача Гопала-мантры четырём Кумарам.